# Куляни
Куляни (серб. Куљани) —  населённый пункт (посёлок) в общине Баня-Лука (Град Баня-Лука), который принадлежит энтитету Республике Сербской, Босния и Герцеговина. Расположен к северу от города Баня-Лука.

## Население
Численность населения посёлка Куляни по переписи 2013 года составила 4 294 человека.
Этнический состав населения населённого пункта по данным переписи 1991 года:
- хорваты — 773 (64,04 %),
- сербы — 283 (23,44 %),
- югославы — 73 (6,04 %),
- боснийские мусульмане — 3 (0,24 %),
- прочие — 75 (6,21 %),
- всего — 1.207